# Адрі ван Мале
Адріанус "Адрі" ван Мале (нід. Adrianus "Adri" van Male, 7 жовтня 1910, Тернезен — 11 жовтня 1990, Роттердам) — нідерландський футболіст, що грав на позиції воротаря за клуб «Феєнорд», а також національну збірну Нідерландів.
Триразовий чемпіон Нідерландів. Володар Кубка Нідерландів. 

## Клубна кар'єра
У футболі дебютував 1930 року виступами за команду «Феєнорд», кольори якої і захищав протягом усієї своєї кар'єри гравця, що тривала одинадцять років.  За цей час тричі виборював титул чемпіона Нідерландів. Зіграв 221 матч чемпіонату, в яких забив 2 голи — один з пенальті, а інший дальнім ударом. 

## Виступи за збірну
1932 року дебютував в офіційних матчах у складі національної збірної Нідерландів. Протягом кар'єри у національній команді, яка тривала 9 років, провів у її формі 15 матчів.
У складі збірної був на двох чемпіонатах світу. У 1934 році в Італії, де Нідерланди програли в стартовому матчі швейцарцям (2-3) на поле не виходив, а в 1938 році у Франції, де "помаранчеві" програли Чехословаччині (0-3) відіграв весь матч, пропустивши три голи.
Помер 11 жовтня 1990 року на 81-му році життя у місті Роттердам.

## Титули і досягнення
- Чемпіон Нідерландів (3):

«Феєнорд»: 1935-1936, 1937-1938, 1939-1940
- Володар Кубка Нідерландів (1):

«Феєнорд»: 1934-1935